# Sojoez TM-25
Sojoez TM-25 (Russisch: Союз ТМ-25) was een Russische expeditie naar het ruimtestation Mir dat deel uitmaakte van het Sojoez-programma. Het was de dertigste expeditie naar het ruimtestation Mir en de vijfentwintigste van het Sojoez-programma.

## Bemanning
| Bevelhebber        | Vasili Tsiblijev 2e ruimtevlucht    | Vasili Tsiblijev 2e ruimtevlucht    |  |  |
| Flight Engineer    | Aleksandr Lazoetkin 1e ruimtevlucht | Aleksandr Lazoetkin 1e ruimtevlucht |  |  |
| Research Cosmonaut | Reinhold Ewald 1e ruimtevlucht      |                                     |  |  |

TM-1 ·
TM-2 ·
TM-3 ·
TM-4 ·
TM-5 ·
TM-6 ·
TM-7 ·
TM-8 ·
TM-9 ·
TM-10 ·
TM-11 ·
TM-12 ·
TM-13 ·
TM-14 ·
TM-15 ·
TM-16 ·
TM-17 ·
TM-18 ·
TM-19 ·
TM-20 ·
TM-21 ·
TM-22 ·
TM-23 ·
TM-24 ·
TM-25 ·
TM-26 ·
TM-27 ·
TM-28 ·
TM-29 ·
TM-30 ·
TM-31 ·
TM-32 ·
TM-33 ·
TM-34